# Hospital do Câncer em Uberlândia

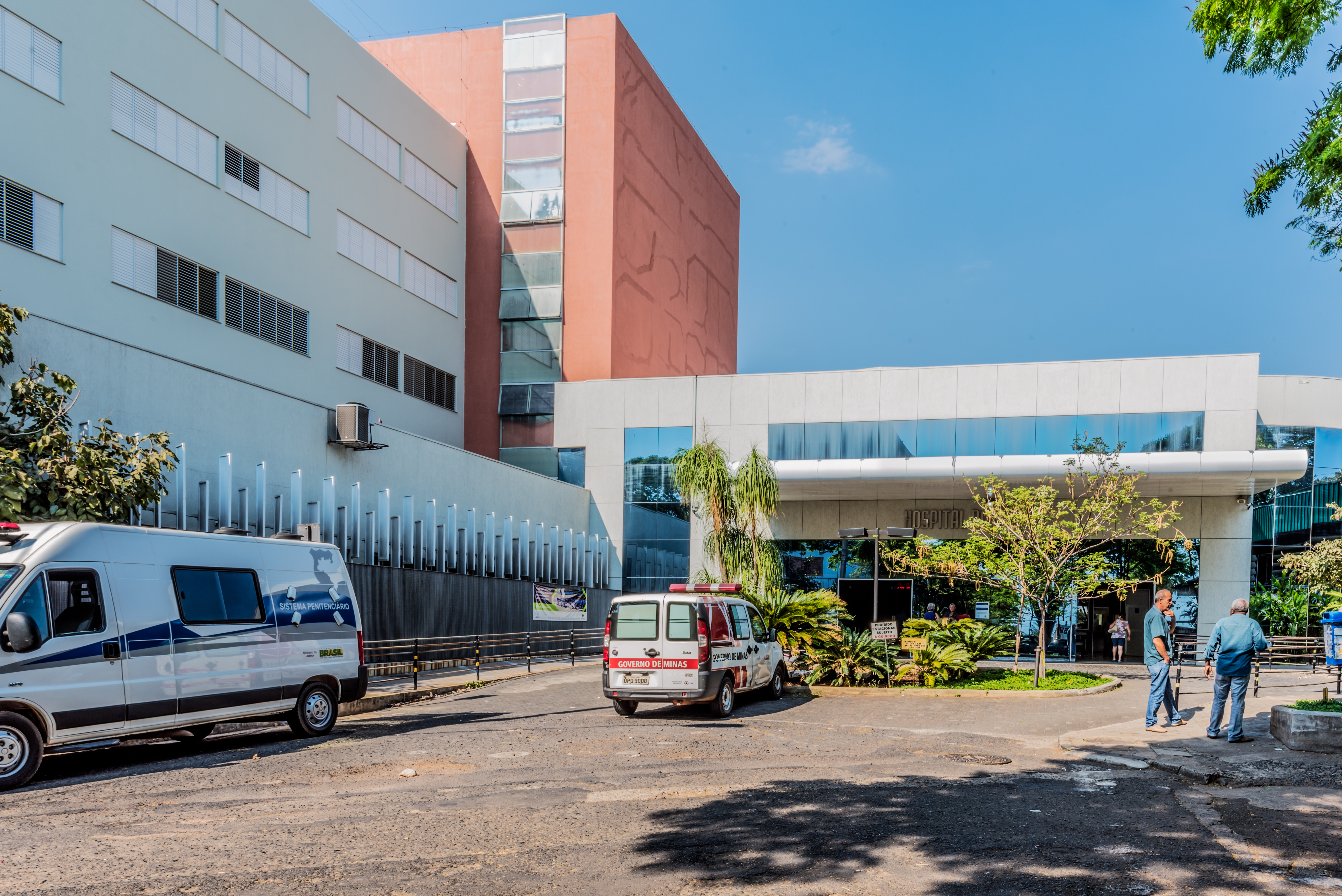

O Hospital do Câncer em Uberlândia é um centro de referência para o tratamento do câncer no interior de Minas Gerais, que oferece atendimento gratuito e de qualidade aos pacientes da cidade e região. É construído e equipado com o auxílio do Grupo Luta pela Vida, ONG criada para oferecer as melhores condições de tratamento aos pacientes com câncer. Além do tratamento médico, o Grupo Luta Pela Vida afirma que tem por objetivos "fornecer amparo humanitário aos pacientes, acompanhantes e às suas famílias."
Atualmente, o Hospital atende mais de 8.200 pacientes, vindos de mais de 75 cidades da região e conta com os serviços de oncologia clínica, quimioterapia, radioterapia, oncopediatria, hematologia, Internação de adultos e crianças e cuidados paliativos.
Além disso, a Instituição possui o compromisso com a formação de novos profissionais com programas de residência médica em Oncologia Clínica, Radioterapia e Oncopediatria e oferece também programa de residência multiprofissional. Periodicamente, a instituição publica relatórios de transparência e prestação de contas das doações recebidas.
O hospital realiza recorrentemente bazares para venda de produtos doados e materiais produzidos de forma voluntária pelos pacientes a fim de arrecadar fundos para a manutenção e ampliação da instituição.

## História
- No dia 8 de Abril de 2000 era inaugurado o primeiro piso do Hospital. O piso passou a abrigar os serviços de quimioterapia e radioterapia para tratamento ambulatorial, além das estruturas de apoio e administrativa.
- Em 2002, o Hospital passa a contar com o equipamento chamado de Acelerador Linear, aparelho que melhora a qualidade de atendimento da radioterapia.
- Em 2003 foi inaugurada, no terceiro piso, a Brinquedoteca “Brincar é Viver”, área de entretenimento infantil, patrocinada pela empresa Refrigerantes do Triângulo – Guaraná Mineiro.
- Em 2004 foi inaugurada a ala de internação para adultos, localizada no segundo piso do Hospital, com recepção exclusiva, sala de espera, capela, posto de enfermagem, televisões e conforto para os acompanhantes. Hoje a ala conta com 24 leitos.
- Em 2007 foi finalizado o corredor de ligação com o Hospital de Clínicas.
- Em 2008 o Grupo Luta Pela Vida investiu cerca de R$1,2 milhão para a ampliação da área de atendimento no primeiro piso do Hospital do Câncer. Um amplo saguão principal foi instalado com espaços para mais uma capela e para a loja do Hospital.
- Em março de 2009 começou a funcionar o aparelho de radioterapia chamado HDR, auxiliando no tratamento do câncer de colo de útero. Em setembro do mesmo ano, foi inaugurada a sala de macas climatizadas. A obra foi feita com recursos de doações conseguidas pelo Grupo Luta Pela Vida.
- Em 2011, o Grupo Luta Pela Vida inaugurou uma sala exclusiva dentro do Hospital do Câncer. O espaço é destinado para a entrega e recebimento de doações feitas pela população.
- Em 2012, foi inaugurada a nova área destinada à residência médica, contando com oito consultórios, salas de aula e de espera. O espaço é utilizado por residentes em oncologia clínica, oncopediatria e também radioterapia.
- Em 2013, o Grupo Luta Pela Vida adquiriu um novo acelerador linear para o Hospital do Câncer, por meio de doações da população e de empresas da região. O investimento foi de cerca de três milhões de reais.
- Em 2019, aconteceu a entrega física do espaço do Centro de Cuidados Paliativos, Centro Cirúrgico e do Centro de Transplante de Medula Óssea do Hospital do Câncer em Uberlândia. Além disso, aconteceu a aquisição da Elektra Versa HD, uma máquina de última geração para a Radioterapia e as obras de ampliação da quimioterapia infantil e adulta.
- Em 2020, o Hospital do Câncer em Uberlândia completou 20 anos.
- Nos primeiros meses de 2021, o Hospital do Câncer iniciou as atividades da nova sala de radioterapia equipada com terceiro acelerador linear, uma das máquinas mais modernas no mundo capaz de realizar procedimentos de alta complexidade.

## Voluntariado
O hospital conta com um corpo de voluntários dedicados ao apoio das atividades realizadas pela instituição, divididos entre as seguintes equipes:
- Equipe de Acolhimento
- Equipe de Acompanhamento
- Equipe do Acervo de Artes Plásticas
- Equipe do AME (Amizade, Motivação e Embelezamento)
- Equipe de Apoio Administrativo
- Equipe de Apoio a Cidades Vizinhas
- Equipe de Apoio Espiritual
- Equipe de Apoio Recreativo, Artístico e Educacional
- Equipe do Artesanato
- Equipe do Bazar
- Equipe de Comunicação Interna
- Equipe de Cuidados Paliativos
- Equipe de Decoração e Eventos Internos
- Equipe de Entretenimento
- Equipe de Eventos Externos
- Equipe do Lanche
- Equipe da Loja
- Equipe da Recepção
- Equipe de Seleção e Treinamento

## Prêmios
Ao longo da sua existência, o Hospital do Câncer em Uberlândia recebeu prêmios de reconhecimento pelas atividades desempenhadas, sendo eles:
- Selo Doar com avaliação Padrão A+ "Gestão e Transparência"
- 100 melhores ONGs 2018
- Melhor ONG na categoria Saúde 2019
- 100 melhores ONGs 2019
- Melhores ONGs 2020
- Selo Excelência Cidadã
- Melhores ONGs 2021

## Empresas parceiras
Empresas também podem contribuir com a manutenção e ampliação do hospital por meio das seguintes classificações e ações:
- Empresa Investidora
- Empresa Mantenedora
- Ações e Eventos
- Investimentos em Patrocínio
- Marketing Social

## Localização
- Unidade I:  Av. Amazonas, 1996 - Umuarama, Uberlândia - MG, 38405-302.
- Unidade II: Av. Dom Pedro II, 365 - Brasil, Uberlândia - MG, 38405-280.
- Grupo Luta Pela Vida: Av. Dom Pedro II, 365 - Brasil, Uberlândia - MG, 38405-280.
- Telefones para contato: 0800 340 2062 / (34) 2101-1921